# Nina Zhivanevskaya
Nina Aleksándrovna Zhivanevskaya (russisch Нина Александровна Живаневская Nina Alexandrowna Schiwanewskaja; * 24. Juni 1977 in Kuibyschew) ist eine ehemalige russische und jetzt spanische Schwimmerin.

## Werdegang
Ihr erster großer internationaler Erfolg gelang ihr bei den Olympischen Spielen 1992 in Barcelona, als sie mit der 4 × 100-m-Lagenstaffel der GUS die Bronzemedaille gewann.

### Dopingsperre 1996
Nach den Olympischen Spielen 1996 wurde sie wegen Dopings mit Bromantan für zwei Jahre gesperrt, ehe sie 1999 zum Leistungssport zurückkehrte und fortan für Spanien, das Heimatland ihres Ehemanns, startete.

### Olympische Sommerspiele 2000
Bei den Olympischen Spielen 2000 in Sydney gewann sie die Bronzemedaille über 100 m Rücken. Im gleichen Jahr konnte sie außerdem bei den Europameisterschaften die Titel über 50 m, 100 m und 200 m Rücken erringen.
2008 wurde sie bei den Mare Nostrum-Meetings Gesamtdritte.